# ジョージ・コンプトン (第4代ノーサンプトン伯爵)
第4代ノーサンプトン伯爵ジョージ・コンプトン（英語: George Compton, 4th Earl of Northampton PC、1664年10月18日 – 1727年4月15日）は、イギリスの貴族、政治家。1664年から1681年までコンプトン卿の儀礼称号を使用した。

## 生涯
第3代ノーサンプトン伯爵ジェームズ・コンプトンとメアリー・ノエル（Mary Noel）の長男として、1664年10月18日に生まれた。1679年11月20日にオックスフォード大学クライスト・チャーチに入学、1682年2月18日にM.A.の学位を修得した。1681年12月15日に父が死去すると、ノーサンプトン伯爵の爵位を継承した。
1686年から1687年までと1689年から1727年までウォリックシャー統監を、1712年から1715年までロンドン塔管理長官を務め、1702年にイングランドの枢密顧問官に任命され、1711年と1714年にイギリスの枢密顧問官に任命された。また、1689年4月11日のウィリアム3世戴冠式では宝剣と王笏を持つ役割であり、1714年10月20日のジョージ1世戴冠式にも参加した。
1727年4月15日に死去、長男ジェームズが爵位を継承した。

## 家族
1686年、ジェーン・フォックス（1721年6月10日没、スティーブン・フォックスの末娘）と結婚、3男2女をもうけた。
- ジェームズ（1687年5月2日 – 1754年10月3日） - 第5代ノーサンプトン伯爵
- ジョージ（1692年 – 1758年12月6日） - 第6代ノーサンプトン伯爵
- チャールズ（1698年 – 1755年11月20日） - 在ポルトガルイギリス大使。1727年8月13日にメアリー・ルーシー（Mary Lucy、バークリー・ルーシー準男爵の娘）と結婚、第7代ノーサンプトン伯爵チャールズ・コンプトン、第8代ノーサンプトン伯爵スペンサー・コンプトンら2男3女をもうけた
- メアリー - ウィリアム・ゴア（William Gore）と結婚
- アン - 第4代準男爵ジョン・ラッシュアウト（英語版）と結婚、子供あり

1726年7月3日、エリザベス・ラッシュアウト（Elizabeth Rushout、1750年1月15日没、初代準男爵ジェームズ・ラッシュアウトの娘）と再婚した。2人の間に子供はいなかった。